# Energia potencial elèctrica
L'energia potencial elèctrica o energia potencial electroestàtica és una energia potencial (mesurada en joules en el SI) que resulta de les forces de Coulomb conservatives i que està associada amb la configuració d'un conjunt particular de càrregues puntuals dins d'un sistema definit. Un cos pot tenir energia potencial elèctrica per virtut de dos elements clau: la seva pròpia càrrega elèctrica i la seva posició relativa respecte d'altres cossos carregats elèctricament.
El terme energia potencial elèctrica s'utilitza per descriure l'energia potencial en sistemes amb camps elèctrics variants en el temps, mentre que el terme energia potencial electroestàtica s'utilitza per descriure l'energia potencial en sistemes amb camps elèctrics invariants en el temps.